# Dasylophia placida
Dasylophia placida är en fjärilsart som beskrevs av William Schaus 1911. Dasylophia placida ingår i släktet Dasylophia och familjen tandspinnare. Inga underarter finns listade i Catalogue of Life.